# Плаваемост
Плаваемост във физиката е способността на различни тела да се задържат на повърхността на даден флуид (течност или газ). Плаваемостта се дължи главно на архимедовата сила, която представлява разлика в налягането между горната и долната повърхност на тялото. Тази сила позволява на предмета да плава на повърхността и да изглежда по-лек. Тя има широко приложение в корабоплаването и въздухоплаването.

## Закон на Архимед
Законът на Архимед гласи:
На всяко тяло, потопено в течност или газ, действа подемна сила с големина, равна на теглото на изместения от тялото флуид.
Тази сила се нарича също сила на Архимед.
Нейната големина се получава по следната формула:
{\displaystyle {\vec {F}}_{a}=-\rho {\overrightarrow {g}}V,}
където {\displaystyle \ \rho } е плътността на течността, {\displaystyle {\overrightarrow {g}}} — земното ускорение, а {\displaystyle \ V} — обемът на потопената част от тялото. Архимедовата сила е равна по големина и противоположна по посока на теглото на изместената от тялото течност и е приложена в центъра на тежестта на потопената част от тялото.
Законът е приложим само когато тялото плува във флуида, но не и когато има твърда опора.
Законът на Архимед се обяснява с разликата в хидростатичното налягане на различна дълбочина.
{\displaystyle \ P_{B}-P_{A}=\rho gh}
{\displaystyle \ F_{B}-F_{A}=\rho ghS=\rho gV}
където PA, PB са наляганията в точки A и B, ρ – плътността на течността, h – разликата в нивата A и B, S – лицето на напречното сечение, V – обема на тялото.

## Условие дадено тяло да се задържа на повърхността на флуида
Достатъчното условие едно тяло да се задържи на повърхността на флуида е модулът на Архимедовата сила (Fa) да е по-голям или равен на модула на силата на тежестта на тялото. Силата на тежестта е равна на {\displaystyle G=mg=\rho _{m}Vg}, където m = ρmV e масата на тялото, V е обема, а g е земното ускорение, равно на 9,8 m/s2. Модулът на архимедовата сила е равен на теглото на изместената течност. Нека предположим, че цялото тяло е потопено, тогава обемът на изместената течност е равен на обема на тялото, т.е. {\displaystyle F_{a}=\rho _{f}Vg}, където ρf е плътността на течността или газа, V е обемът на изместения флуид, а g е земното ускорение, т.е.:
{\displaystyle \|F_{a}\|\geq \|G\|}
като заместим с изразите за архимедовата сила и силата на тежестта:
{\displaystyle \rho _{f}Vg\geq \rho _{m}Vg}
{\displaystyle \rho _{f}\geq \rho _{m}}
Следователно, ако плътността на едно тяло, изцяло потопено във флуид, е по-малка от плътността на флуида, архимедовата сила ще надделее и тялото ще изплува на повърхността.

## Корабоплаване, или защо плават железните кораби
Железните кораби имат много голяма маса, но средната им плътност (на стоманената конструкция заедно с обема въздух, ограден от нея) е по-малка от плътността на водата, което позволява на корабите да плават с помощта на подемната сила. За да може корабът да има малка средна плътност при голямо тегло (включително товара), корабът трябва да притежава голям обем. Поради тази причина железните кораби се строят толкова обемисти.

## Въздухоплаване
Същият принцип важи и при летенето с балони — за да може подемната сила да издигне балона, плътността му трябва да бъде малка, тоест обемът му трябва да бъде голям. Затова балонът се прави от лека материя и се пълни с газ, по-лек от студения въздух — водород, хелий, топъл въздух и др.

## Ареометри
Ареометрите са уреди за измерване на плътността на течности. Ареометрите представляват стъклена тръбичка, в чийто долен край са поставени сачми или някаква тежест, така че при потапяне в течността уредът да плава вертикално. В тръбичката има скала с деления, по която се определя плътността на течността.
С ареометрите се контролира състава на течни продукти. Например по плътността на разтвор от спирт във вода може да се съди за количеството спирт във водата. Тези ареометри се наричат спиртомери, а за млякото – лактомери.